# Capela de Sant'Ana (Mariana)

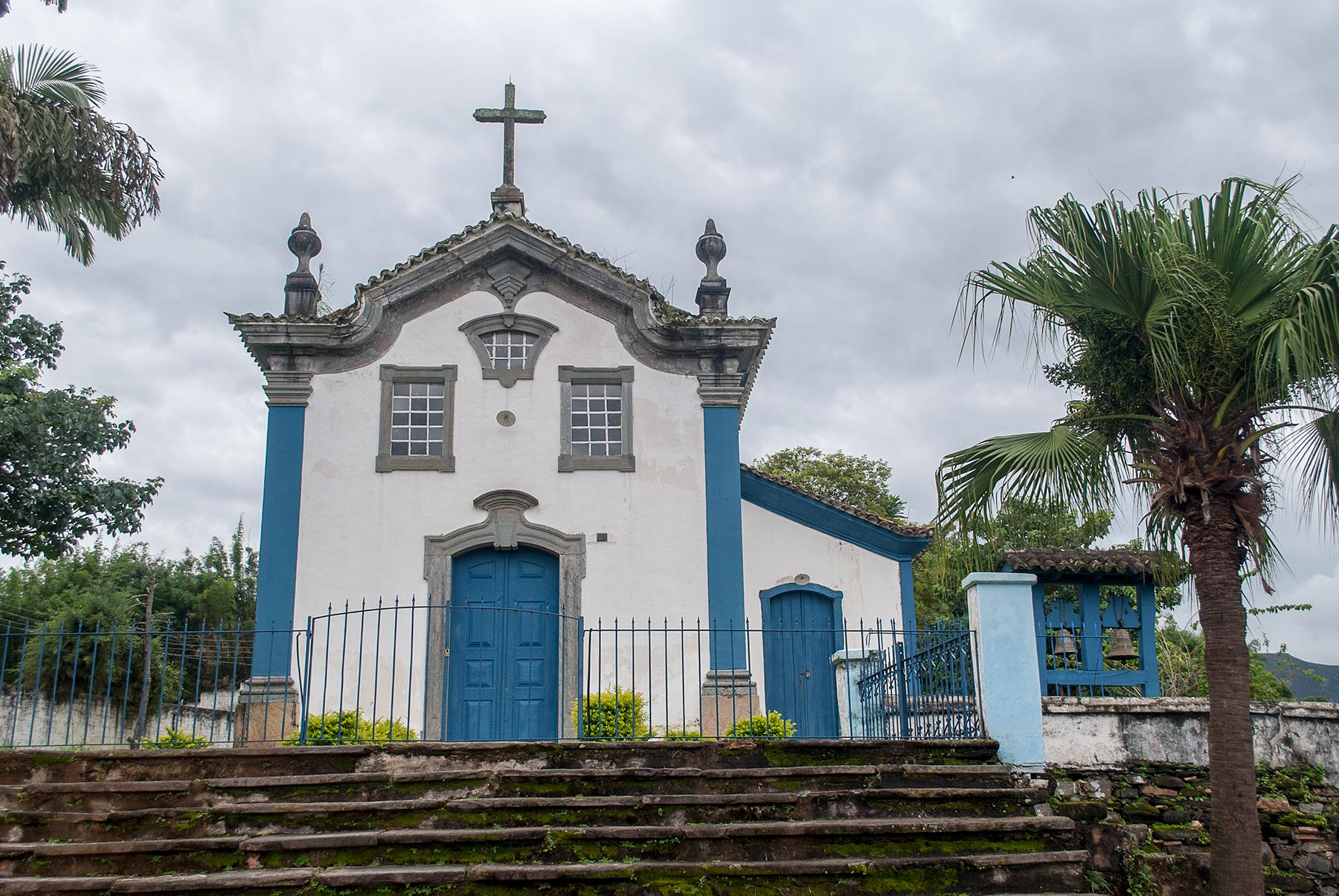
Capela de Santana

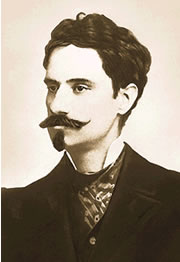
Alphonsus de Guimaraens, que viveu os últimos anos de sua vida em Mariana, tendo sido enterrado no cemitério anexo à Capela de Santana.

A Capela de Santana, Capela de Sant'Ana, ou ainda Capela de Nossa Senhora de Santana, localiza-se em Mariana, Minas Gerais. Sua construção remonta das primeiras décadas do século XVIII. 
Em seu cemitério está enterrado Alphonsus de Guimaraens.

## História
A capela é uma das mais antigas de Mariana, e de Minas Gerais. De acordo com a tradição oral, sua origem remontaria aos primeiros anos do século XVIII. Teria congregado inicialmente a Ordem Terceira de São Francisco, transferida, mais tarde, para seu templo próprio, a atual Igreja de São Francisco de Assis. Diante das lacunas da documentação, não há como apontar a data da construção da capela. Pode-se, todavia, a partir do testamento do padre Matias Fernandes Afonso, de 7 de julho de 1744, no qual declarava a sua condição de pároco desta capela há cerca de vinte e quatro anos, concluir que ela já existia, em sua estrutura primitiva, desde 1720.
O mesmo documento faz alusão à Irmandade de Santana e à manutenção de um hospital anexo à capela, sob invocação da santa, avó de Cristo, fundado pelo testador, podendo-se atribuir também a ele a iniciativa de construção da capela. Por outro lado, o historiador Salomão de Vasconcellos faz referência a uma petição dirigida à Câmara, datada de 1726, na qual se falava em esmolas pedidas para as obras do templo.
Em seu cemitério está enterrado Alphonsus de Guimaraens, falecido em 1921.

### Construção
Provavelmente a construção não obedeceu a nenhum risco ou planta. Sua construção teria sido iniciada da capela-mor para a fachada e desenvolvido-se à medida que a irmandade se enriquecia. Inicialmente, a capela era de adobe ou taipa, com molduras e cunhais de madeira, semelhantes aos do corpo do consistório. Como assinalou Epaminondas de Macedo, ao fundo, atrás do altar-mor, amontoavam-se santos e andores num espaço tão reduzido, que lá não pôde ficar a congregação da Ordem Terceira de São Francisco. Em 1799, a capela sofreu radical reforma, sendo arrematante das obras João Caldas Bacelar, antigo sócio e, talvez, discípulo de José Pereira Arouca.
Sua fachada foi inteiramente modificada, ganhando sua feição atual no que tange ao partido geral do frontispício e aos elementos de cantaria então introduzidos. O campanário que assentaram sobre a fachada principal já existia desde 1856 e teria substituído uma ou duas sineiras mais antigas, colocadas externamente à capela. Entre as inovações descaracterizantes realizadas de 1900 a 1905, figura o cômodo que posteriormente foi destinado à sacristia. Outras alterações foram realizadas provavelmente pela mesma época, que implicaram em acréscimo de escada, substituição do piso da capela-mor por ladrilhos e pintura interna.
Em 1938 a capela passou por obras de restauração levadas a efeito pelo Serviço do Patrimônio Histórico e Artístico Nacional, atual IPHAN, então recentemente criado. As obras compreenderam a supressão da torre central e a demolição do cômodo construído entre 1900 e 1905, destinado à sacristia.

## Descrição
No interior, a capela mor possui talha típica da primeira fase do Barroco mineiro, enquanto os tetos apresentam carpintaria no estilo seiscentista tardio, ambas de forte influência lusitana.
Foi tombada pelo IPHAN por sua importância histórica, arquitetônica, artística e religiosa.